# Адміністративний поділ Оману

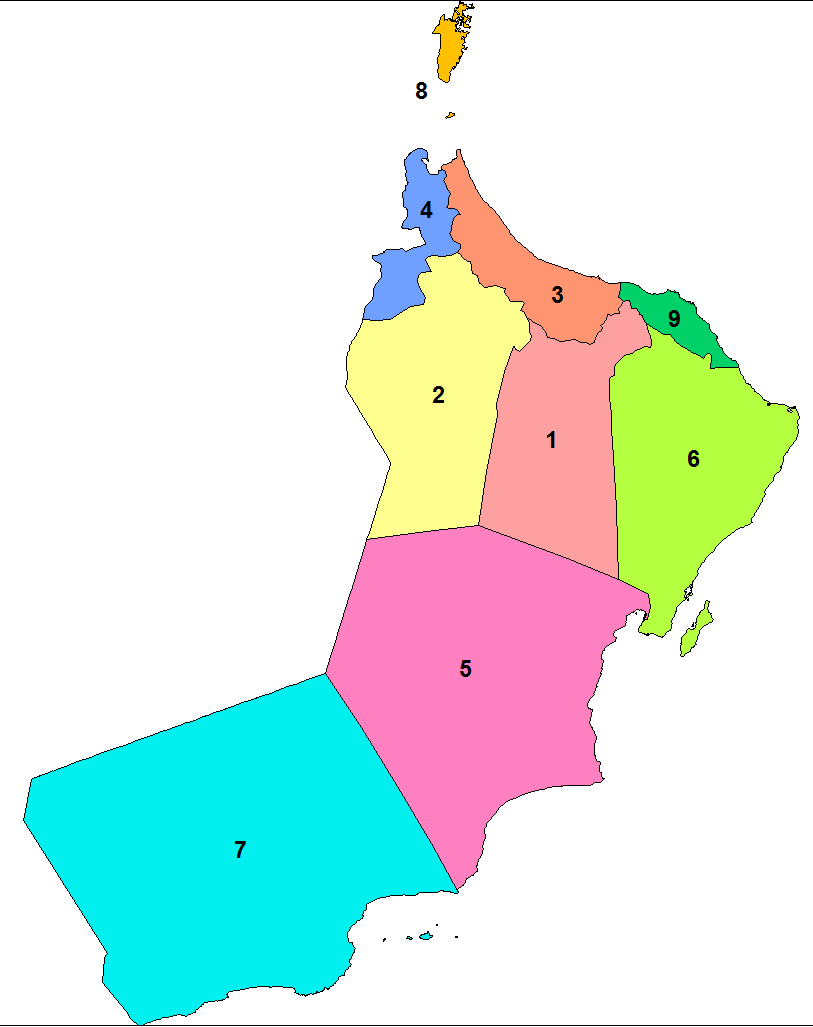
Адміністративно-територіальний поділ Оману

Оман ділиться на 11 мухафаз. До 2011 року було 5 регіонів (mintaqah) і 4 мухафази: Маскат (столиця), Мусандам, Ель-Бураймі і Дофар.
Голови регіонів призначаються міністром внутрішніх справ і підпорядковуються йому.
| № | Назва         | араб.           | Вілаєти | Адміністративний центр | Площа, км² | Населення, Перепис 2010 | Густота, чол./км² |
| --- | ------------- | --------------- | ------- | ---------------------- | ---------- | ----------------------- | ----------------- |
| Регіони (минтаки) |               |                 |         |                        |            |                         |                   |
| 1 | Ед-Дахілія    | منطقة الداخلية  | 8       | Нізва                  | 31 900     | 326 651                 | 10,24             |
| 2 | Ез-Захіра     | منطقة الظاهرة   | 3       | Ібрі                   | 37 0001)   | 151 664                 | 4,10              |
| 3 | Ель-Батіна    | منطقة الباطنة   | 13      | Сохар                  | 12 500     | 772 590                 | 61,81             |
| 4 | Ель-Вуста     | المنطقة الوسطى  | 4       | Хайма                  | 79 700     | 42 111                  | 0,53              |
| 5 | Еш-Шаркія     | المنطقة الشرقية | 11      | Сур                    | 36 800     | 350 514                 | 9,52              |
| Губернаторства (мухафази) |               |                 |         |                        |            |                         |                   |
| 6 | Ель-Бураймі   | محافظة البريمي  | 3       | Ель-Бураймі            | 7 0001)    | 72 917                  | 10,42             |
| 7 | Дофар (Зуфар) | محافظة ظفار     | 9       | Салала                 | 99 300     | 249 729                 | 2,51              |
| 8 | Мусандам      | محافظة مسندم    | 5       | Ель-Хасаб              | 1 800      | 31 425                  | 17,46             |
| 9 | Маскат        | محافظة مسقط     | 6       | Ес-Сіб                 | 3 500      | 775 878                 | 221,68            |
| Всього | Оман          | سلطنة عمان      | 62      | Маскат                 | 309 500    | 2 773 479               | 8,96              |
| 1) Бураймі було сформовано з частин регіону Ез-Захіра 15 жовтня 2006 указом Султана № 108. Загальна площа була 44 000 км². Нові площі уточнюються. |               |                 |         |                        |            |                         |                   |

В 2011 році регіон Ель-Батіна розділений на мухафази Північна Батіна і Південна Батіна; регіон Еш-Шаркія розділений на мухафази Північна Шаркія і Південна Шаркія; регіони Ед-Дахілія, Ель-Вуста і Ез-Захіра стали мухафазами.
| № | Мухафаза              | араб.           | Вілаєти | Адміністративний центр | Площа, км² | Населення, Перепис 2010 | Густина, чел./км² |
| --- | --------------------- | --------------- | ------- | ---------------------- | ---------- | ----------------------- | ----------------- |
| 1 | Дофар (Зуфар)         | محافظة ظفار     | 10      | Салала                 | 99 300     | 249 729                 | 2,51              |
| 2 | Маскат                | محافظة مسقط     | 6       | Ес-Сіб                 | 3 500      | 775 878                 | 221,68            |
| 3 | Мусандам              | محافظة مسندم    | 4       | Ель-Хасаб              | 1 800      | 31 425                  | 17,46             |
| 4 | Північна Ель-Батіна1) | منطقة الباطنة   |         | Сохар                  |            | 483 582                 |                   |
| 5 | Південна Ель-Батіна1) | منطقة الباطنة   |         |                        |            | 289 008                 |                   |
| 6 | Північна Еш-Шаркія 2) | المنطق الشرقية  |         |                        |            | 146 449                 |                   |
| 7 | Південна Еш-Шаркія2)  | المنطقة الشرقية |         | Сур                    |            | 204 065                 |                   |
| 8 | Ед-Дахілія            | منطقة الداخلية  | 8       | Нізва                  | 31 900     | 326 651                 | 10,24             |
| 9 | Ез-Захіра3)           | منطقة الظاهرة   | 3       | Ібрі                   | 37 000     | 151 664                 | 4,10              |
| 10 | Ель-Бураймі3)         | محافظة البريمي  | 3       | Ель-Бураймі            | 7 000      | 72 917                  | 10,42             |
| 11 | Ель-Вуста             | المنطقة الوسطى  | 4       | Хайма                  | 79 700     | 42 111                  | 0,53              |
| Всього | Оман                  | سلطنة عمان      | 62      | Маскат                 | 309 500    | 2 773 479               | 8,96              |
| 1)До 2011 року загальна площа північної і південної Ель-Батіни була 12500 км². Нові площі уточнюються.                                             |                       |                 |         |                        |            |                         |                   |
| 2)До 2011 року загальна площа північної і південної Еш-Шаркії була 36 800 км². Нові площі уточнюються.                                             |                       |                 |         |                        |            |                         |                   |
| 3) Бураймі було сформовано з частин регіону Ез-Захіра 15 жовтня 2006 указом Султана № 108. Загальна площа була 44 000 км². Нові площі уточнюються. |                       |                 |         |                        |            |                         |                   |

## Губернаторства

### Губернаторство Маскат
Маскат— політичний, економічний і адміністративний центр Султанату Оман. Тут розташовується столиця країни місто Маскат, уряд і центральні органи адміністративного апарату держави. Губернаторство Маскат також є життєво важливим центром національних і міжнародних відносин у сфері економіки, торгівлі і туризму.
Губернаторство розташоване на березі Оманської затоки, у південній частині узбережжя Батіна. Згідно з даними останнього перепису (2010), в губернаторстві проживає 775 878 людини.

### Губернаторство Дофар
Це губернаторство на півдні Оману відіграє значну роль у давній та сучасній історії Оману.
Будучи «Землею Ладану» Аравійського півострова, Дофар був також воротами Оману в Індійський океан і перехрестям караванних шляхів Південної Аравії.
Салала, головне місто Губернаторства Дофар, знаходиться на відстані в 1000км від Маскату. Дофар межує з районом Вуста на північному сході, виходить до Аравійського моря на південному сході і на півдні, має кордон з Республікою Ємен на заході і південному заході і доходить до пустелі Руб аль-Халі на півночі і північному заході. За даними перепису 2010 року в губернаторстві проживає 249 729 чоловік

### Губернаторство Мусандам
Губернаторство Мусандам має виключне стратегічне значення, оскільки розташоване на березі Ормузької протоки— найважливішого міжнародного морського шляху експорту нафти і торгівлі між країнами Затоки та рештою світу.
Мусандам розташовується на крайній півночі країни, де Ормузьку протоку пов'язує район з відкритими водами Оманської затоки і Індійським океаном. Тут зареєстровано 31 425 жителів (2010).

### Губернаторство Бураімі
Було засновано Указом Султана № 108/2006 від 15 жовтня 2006 року. Воно отримало пріоритетний статус у Сьомому п'ятирічному плані (2006—2010), що виражається в підтримці дорожнього будівництва, електрифікації та інших проєктів, поряд з планами розвитку промислової зони.
Губернаторство Бураімі, що знаходиться на північному заході Омана, займає виняткове стратегічне і торгове становище. Завдяки великій кількості водних ресурсів у долинах і іригаційних каналах, тут вирощують пшеницю, а також фініки та інші фрукти. За даними перепису 2010 року, в губернаторстві проживало 72917 чоловік.